# Sandro Salvadore
Sandro Salvadore (Milano, 29 novembre 1939 – Asti, 4 gennaio 2007) è stato un calciatore e allenatore di calcio italiano, di ruolo difensore.
Già due volte campione d'Italia con la maglia del Milan, divenne in seguito un «simbolo» della Juventus, club con cui vinse altri tre Scudetti fino a diventarne capitano; ruolo, quest'ultimo, ricoperto anche nella nazionale italiana, con la quale si laureò campione d'Europa nel 1968.

## Biografia
Nato in una famiglia operaia del milanese, prima di intraprendere l'attività calcistica a tempo pieno lavorò in giovane età come falegname. Si diede il soprannome Billy in virtù della sua ammirazione per Billy Wright, centromediano della nazionale inglese nel corso degli anni 40 e 50 del XX secolo. Convolò a nozze il 19 novembre 1962, il giorno dopo il suo primo Juventus-Milan da giocatore bianconero: «mi sono sposato con l'occhio nero per una gomitata di Altafini. Mi hanno messo il fondotinta per nascondere la botta». Dal matrimonio ebbe tre figlie e dieci nipoti. Una volta uscito dal mondo del calcio, si dedicò alla conduzione di un'azienda agricola ad Asti, divenendo un piccolo produttore vinicolo.
L'ultima apparizione pubblica fu a Torino, il 1º novembre 2006 allo stadio Olimpico, nel corso delle celebrazioni per il centonovesimo anniversario della Juventus. Morì a sessantasette anni nella sua casa di Castiglione, una frazione dell'astigiano, nella notte fra il 3 e il 4 gennaio 2007, a causa di un arresto cardiaco.

## Caratteristiche tecniche

### Giocatore

Salvadore in elevazione durante una partita tra Juventus e Sampdoria

«Difensore a tutto tondo», debuttò come libero, ruolo che interpretò per larga parte della sua carriera, comandando le difese grazie al suo temperamento; col tempo venne schierato con successo anche come terzino o stopper. Dotato sul piano tecnico e fisico, si mostrò inoltre avvezzo al gol grazie alle sue frequenti sortite offensive.
Fu suo malgrado il primo calciatore italiano a finire nell'occhio della magistratura ordinaria per la sua condotta di gara: all'inizio del 1962, da tesserato milanista, la pretura di Bari lo rinviò a giudizio e poi condannò a una multa di 50 mila lire per l'intervento che, il precedente 25 dicembre 1960, aveva provocato la frattura del menisco al rivale barese Conti.

## Carriera

### Giocatore

#### Club

Da sinistra: Salvadore festeggia con Favalli e l'allenatore Heriberto Herrera la vittoria dello Scudetto 1966-1967.

##### Milan

Salvadore agli esordi (in piedi, terzo da sinistra) nel Milan scudettato della stagione 1958-1959

Crebbe calcisticamente nel Milan, compagine della sua città, dove entrò sedicenne nelle file delle giovanili insieme all'altra promessa Giovanni Trapattoni; dal fisico inizialmente minuto e deperito, Salvadore venne preso sotto l'ala protettiva di Gipo Viani, appena divenuto direttore tecnico dei rossoneri, il quale si adoperò perché il ragazzo, dapprima scartato proprio per la sua gracile costituzione fisica, venisse ugualmente aggregato al vivaio: «Viani disse all'allenatore: "questo qui per quindici giorni lo facciamo mangiare da noi, poi lo riproviamo e vediamo". Venni portato al Milan e per due settimane mi nutrirono loro, pranzo e cena. Riprovai. Mi presero. Due anni dopo ero in Serie A».
Esordì nel ruolo di centromediano della squadra meneghina nel campionato 1958-1959, scendendo in campo per la prima volta il 21 settembre 1958. Così ricordò il suo primo contratto da professionista: «abbiamo litigato un po', Viani e io, poi lui mi ha detto: "ti do il doppio di quello che guadagna tuo padre alla Pirelli". Lo dissi al mio papà che non ci pensò due volte: "ma firma, dai! Guadagni il doppio di me e invece di lavorare quarantott'ore alla settimana devi solo giocare a pallone". Firmai».

Salvadore (a destra) in maglia rossonera con un giovane Trapattoni.

Titolare dopo due stagioni, sotto alla Madonnina conquistò due Scudetti, alla stagione d'esordio e nell'ultima disputata coi rossoneri, quella del 1961-1962. Tuttavia, emersero ben presto i problemi tattici circa un dualismo con Cesare Maldini: con caratteristiche molto simili sia sul piano del gioco che dei movimenti in campo, entrambi ambivano al ruolo di libero nella formazione milanese. L'allenatore Viani privilegiò il più esperto Maldini, relegando di conseguenza il più giovane Salvadore a compiti di marcatura che però non lo esaltavano, sentendosi lui stesso non adatto al ruolo.
La difficile convivenza tra i due venne risolta dalla società nell'estate 1962 quando, destando non poco clamore, Salvadore fu ceduto a sorpresa alla Juventus nell'ambito di uno scambio di mercato con l'ala Mora: «ero stato ai mondiali in Cile e al termine, con il Milan, avevamo una tournée in Sudamerica. Stavo per entrare in campo a Buenos Aires quando è arrivato il cablo con la notizia dello scambio tra me e Mora. Fu Rocco a dirmelo: "guarda non puoi giocare, non sei più dei nostri. Sei della Juve"».
Viani, colui che a suo tempo aveva dato fiducia al sedicenne Salvadore, motivò la cessione: «avevamo due paia di pantaloni, Salvadore e Maldini, ne abbiamo dato via uno in cambio di una giacca, Mora. Adesso disponiamo di un vestito completo». Parole che non vennero accolte di buon grado dal fresco ex rossonero: «il ragionamento funzionerebbe, se non fosse che si è tenuto i pantaloni vecchi. Poteva tenersi quelli nuovi da abbinare alla giacca nuova, così avrebbe avuto un vestito veramente bello». Lasciò la sua squadra d'origine dopo quattro annate e 72 incontri in massima serie.

##### Juventus

###### 1962-1969

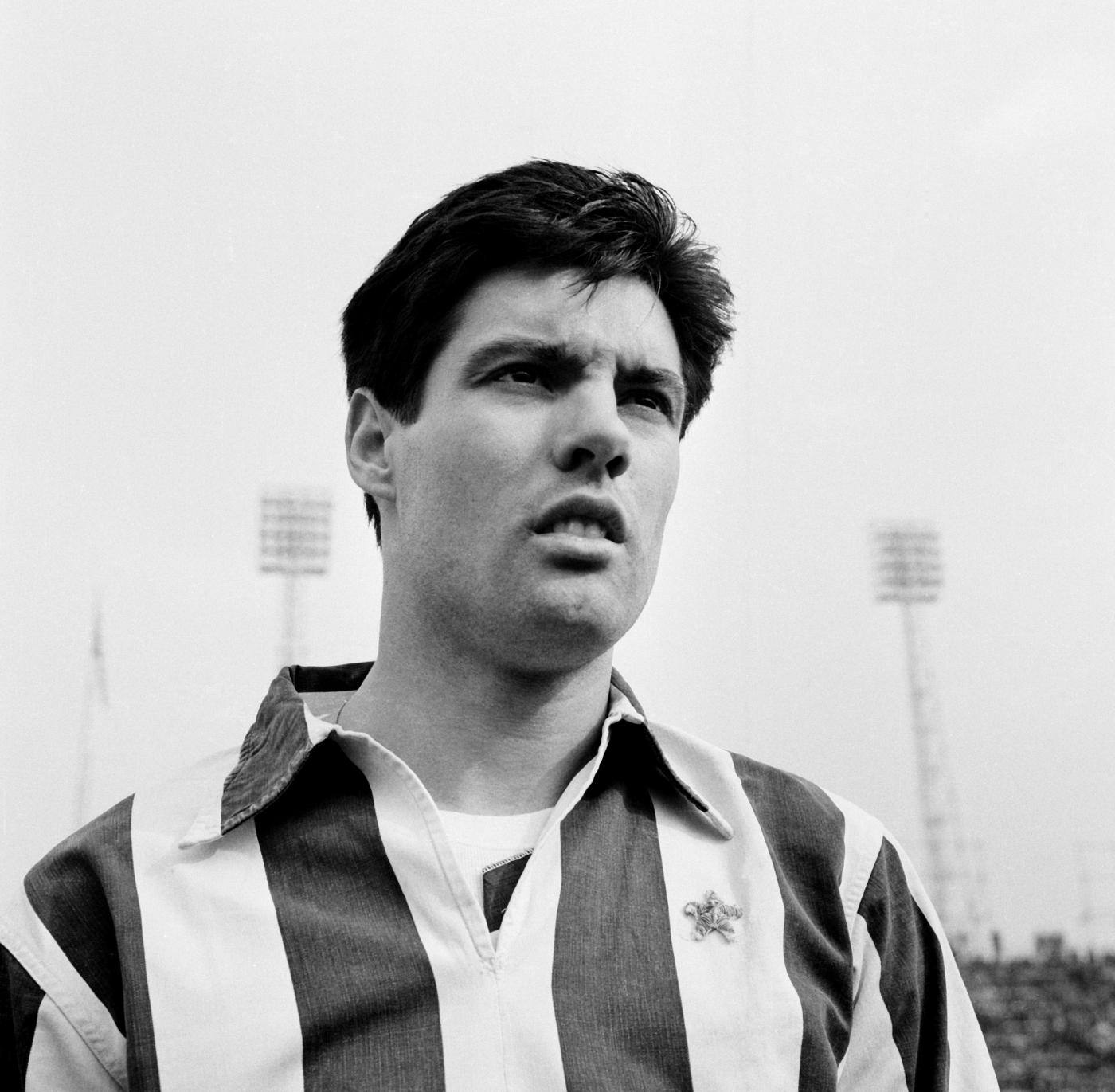
Salvadore con la casacca della Juventus durante gli anni 60

All'ombra della Mole, il nuovo acquisto divenne immediatamente titolare, andando a fare coppia nella retroguardia juventina con Ernesto Castano.
Questo sino alla stagione 1964-1965 quando arrivò a Torino il tecnico Heriberto Herrera, profeta del credo tattico del movimiento, con cui il difensore non ebbe inizialmente un buon rapporto. L'allenatore paraguaiano volle riproporlo in marcatura fissa sull'avversario, come nell'esperienza milanista; Salvadore si ribellò apertamente a questa scelta, tanto da finire relegato fuori dall'undici titolare quando invece, contemporaneamente, in nazionale il CT Fabbri lo considerava un elemento inamovibile. Tempo dopo ebbe a dire sull'episodio: «è un po' anacronistico dirlo in tempi in cui tutti contestano e, come vanno in panchina, fanno intervenire il procuratore e, magari anche l'avvocato. Comunque, il tempo mi diede ragione». Al termine di quel tribolato campionato, in cui raggranellò appena nove gettoni di presenza, arrivò comunque la prima e unica Coppa Italia del giocatore, vinta dalla Juventus a spese della Grande Inter.
Nelle due annate seguenti il rapporto tra Salvadore e HH2 andò a migliorare pur se, nonostante la riconquista del posto in squadra, non poté comunque esprimersi nel ruolo a lui più congeniale di regista difensivo. Nel torneo 1966-1967 il difensore si cucì sul petto il suo terzo Scudetto, il primo di marca bianconera, giunto nel settantennio della società torinese e rimasto nella memoria collettiva per il sorpasso in dirittura d'arrivo sull'Inter, maturato proprio nell'arco dei novanta minuti finali.

###### 1969-1974

Salvadore guida in campo da capitano i compagni di squadra nell'ultimo turno del campionato 1971-1972, che sancì il 14º Scudetto bianconero.

All'inizio della stagione 1969-1970, complice il precoce declino fisico del coetaneo Castano, ereditò dal compagno di reparto la fascia di capitano della Juventus e, soprattutto, tornò nuovamente a vestire i panni del libero; in campionato, dopo un avvio disastroso, i piemontesi risalirono la china e diedero filo da torcere al Cagliari di Riva ma, nello scontro diretto di Torino del 15 marzo, proprio un dubbio fallo di Salvadore ai danni di Rombo di tuono, fischiato da Lo Bello, permise ai sardi di pareggiare 2-2 e di rintuzzare gli attacchi juventini nei confronti dell'ormai prossimo titolo rossoblù.
Nei primi anni 70, Salvadore guidò comunque in campo i bianconeri alla riconquista dello Scudetto, arrivato per due volte nei campionati 1971-1972 e 1972-1973; nell'ultima stagione contribuì inoltre al raggiungimento della prima finale di Coppa dei Campioni nella storia della Juventus, persa a Belgrado contro gli olandesi dell'Ajax, che rimarrà per il giocatore il più grande rimpianto sportivo: «eravamo arrivati vicinissimi ormai a quella coppa, troppo vicini. Potevamo fare di più ma purtroppo proprio in quella grande occasione la sorte ci voltò le spalle».

Salvadore tra il compagno di squadra Spinosi e Hector del nella semifinale di andata della Coppa dei Campioni 1972-1973

Il difensore aveva già conquistato coi piemontesi due finali europee, entrambe di Coppa delle Fiere, quella dell'edizione 1964-1965, che tuttavia saltò poiché impegnato con gli azzurri, e l'ultima nella storia della manifestazione, nell'annata 1970-1971, entrambe dall'epilogo amaro per mano, rispettivamente, dei magiari del Ferencváros e degli inglesi del Leeds Utd; sempre nel 1973, altra delusione sarà rappresentata dalla Coppa Intercontinentale, cui la Juventus partecipò per la rinuncia degli ajacidi, persa contro gli argentini dell'Independiente.
Salvadore rimase un baluardo della difesa bianconera per dodici stagioni, collezionando 453 presenze (331 in A, 56 in Coppa Italia, 65 in Europa e 1 in Intercontinentale) e 17 reti (15 in A, e 1 a testa in Coppa Italia e in Coppa delle Fiere), vincendo tre Scudetti e una coppa nazionale: «avessero dovuto pagarmi a gettone, sarei costato un patrimonio alla società».
È riconosciuto dal club piemontese come uno dei giocatori più importanti della sua storia, omaggiato dal 2011 nella Walk of Fame bianconera allo Juventus Stadium, nonché tra i migliori interpreti juventini del ruolo di libero assieme a Gaetano Scirea, proprio colui a cui Salvadore passò simbolicamente il testimone e la casacca numero sei dopo il ritiro avvenuto al termine del campionato 1973-1974.

#### Nazionale
Debuttò in maglia azzurra partecipando alla vittoriosa spedizione dell'Under-18 allo UEFA Junior Tournament del 1958. Due anni dopo, con la nazionale olimpica disputò il torneo calcistico dei Giochi di Roma 1960, in una nidiata di giovani promesse che comprendeva anche Bulgarelli, Rivera e Trapattoni.
Esordì in nazionale maggiore il 10 dicembre 1960, a 21 anni, nell'amichevole di Napoli persa 1-2 contro l'Austria. Successivamente prese parte al campionato del mondo 1962 in Cile nel quale gli Azzurri furono eliminati nella fase a gironi. Dopodiché, con il nuovo selezionatore Edmondo Fabbri ereditò i gradi di capitano da Cesare Maldini, vestendo la fascia per la prima volta il 10 maggio 1963, in una sfida contro l'Unione Sovietica (1-1) giocata a Roma e valevole per le qualificazioni al campionato d'Europa 1964. Da capitano partecipò quindi al campionato del mondo 1966 in Inghilterra dove, tuttavia, non fu schierato nell'ultima partita della fase a gironi, persa 1-0 contro la Corea del Nord, che sancì l'eliminazione dell'Italia.

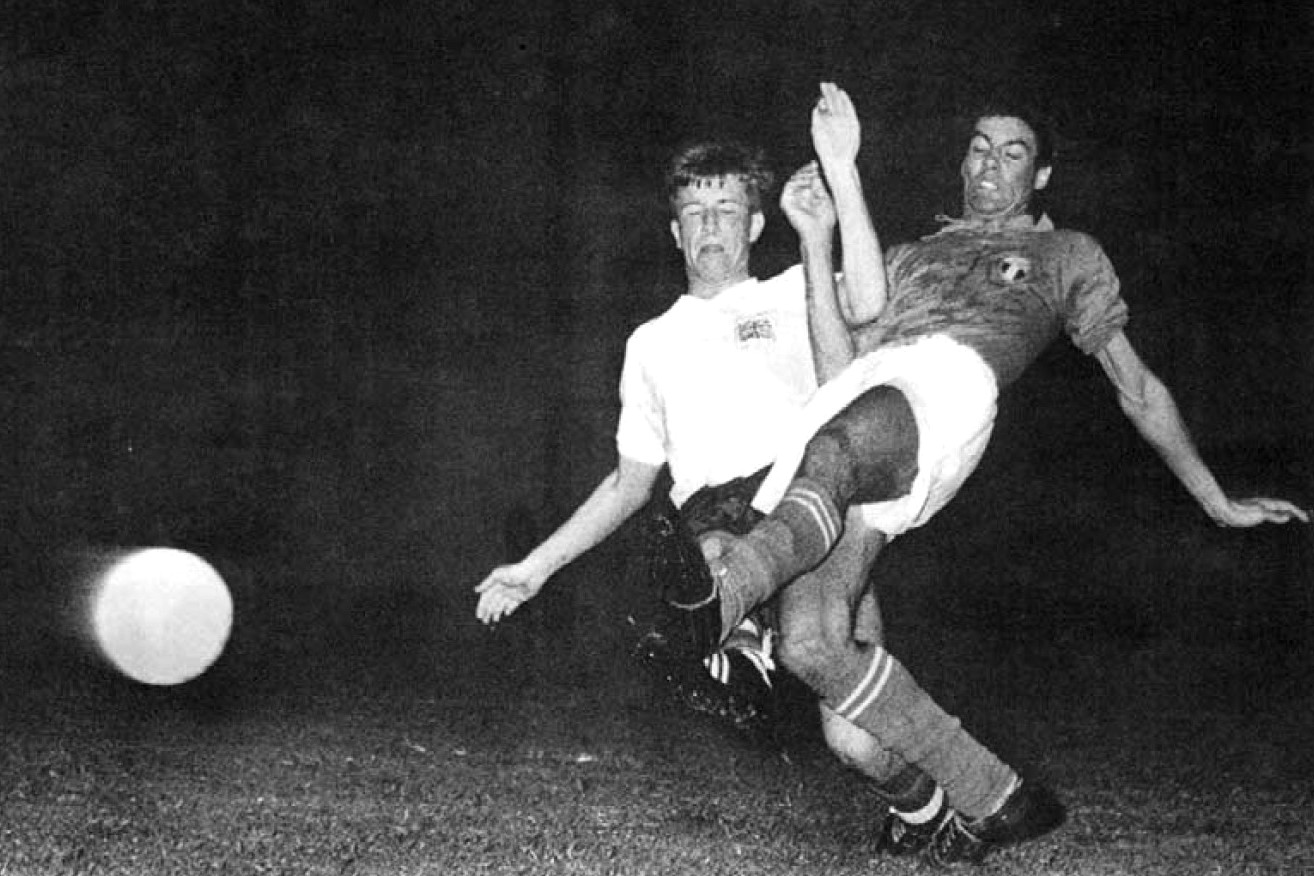
Salvadore (a destra) nell'Olimpica, in contrasto su Brown del nel corso del torneo di.

Dopo un biennio di mancate convocazioni, in cui dovette peraltro cedere la fascia a Facchetti, Salvadore ritornò a vestire i colori nazionali in occasione della fase finale del campionato d'Europa 1968 che si disputò in Italia, vincendo l'alloro continentale; non presente nell'undici titolare che l'8 giugno affrontò la finale con la Jugoslavia, terminata 1-1 dopo i tempi supplementari (all'epoca non erano previsti i tiri di rigore), riconquistò il posto due giorni dopo in occasione della ripetizione, vinta stavolta 2-0 dagli azzurri: «il commissario tecnico capì di aver sbagliato qualcosa e corresse la formazione, azzeccando le mosse giuste, dal sottoscritto in difesa, al tandem Riva-Anastasi in attacco. I goal di Gigi e Pietruzzu ci diedero il trionfo. Una notte magica, indimenticabile, con lo stadio Olimpico e l'Italia in delirio».
In totale, fino al 1970 vestì per 36 volte la casacca della rappresentativa maggiore, di cui 17 con la fascia al braccio. Nello stesso anno pose bruscamente fine alla sua esperienza in azzurro, quando in Spagna-Italia (2-2) del 21 febbraio a Madrid, tra il 23' e 25' incappò in due autogol: «il giorno più brutto della mia carriera. In realtà [...] sull'altro non toccai il pallone, ma me lo attribuirono lo stesso». La negativa prova gli precluse, di fatto, la partecipazione al campionato del mondo 1970 in Messico, escluso dal commissario tecnico Ferruccio Valcareggi che gli preferì, ironia della sorte, l'autogoleador per antonomasia Niccolai. Rimase quella, per Salvadore, l'ultima presenza in nazionale.

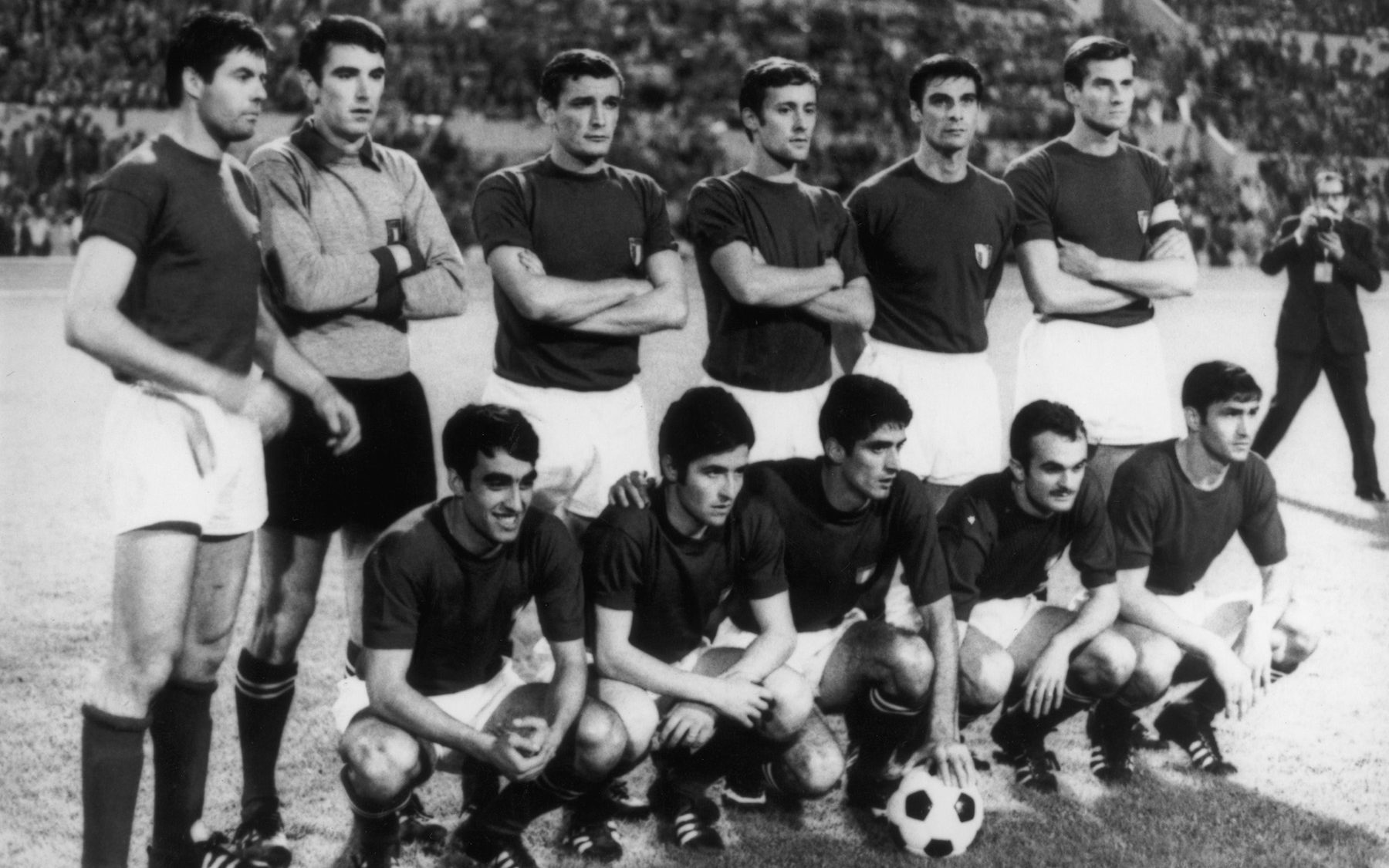
Salvadore (in piedi, primo da sinistra) con l'Italia scesa in campo nella vittoriosa finale del

Ebbe globalmente, per diversi motivi, un rapporto complicato con la maglia azzurra, che tuttavia cercò sempre e orgogliosamente d'indossare: «effettivamente la nazionale è qualcosa di più del campionato a patto però che il risultato sia legato ad un traguardo. Le amichevoli, insomma, non mi andavano. Io raggiunsi il massimo del rendimento proprio quando i responsabili della nazionale si dimenticarono di me».

### Allenatore
Dopo il ritiro dall'attività agonistica, lavorò per qualche anno come allenatore nel vivaio della Juventus, avendo in seguito anche delle brevi esperienze sulle panchine semiprofessionistiche di Casale e Ivrea. Negli anni 90 svolse poi il ruolo di tecnico per formazioni giovanili della provincia astigiana.

## Statistiche

### Presenze e reti nei club
| Stagione        | Squadra         | Campionato      | Campionato | Campionato | Coppe nazionali | Coppe nazionali | Coppe nazionali | Coppe continentali | Coppe continentali | Coppe continentali | Altre coppe | Altre coppe | Altre coppe | Totale | Totale |
| Stagione        | Squadra         | Comp            | Pres       | Reti       | Comp            | Pres            | Reti            | Comp               | Pres               | Reti               | Comp        | Pres        | Reti        | Pres   | Reti   |
| --------------- | --------------- | --------------- | ---------- | ---------- | --------------- | --------------- | --------------- | ------------------ | ------------------ | ------------------ | ----------- | ----------- | ----------- | ------ | ------ |
| 1957-1958       | Milan           | A               | 0          | 0          | CI              | 3               | 0               | -                  | -                  | -                  | -           | -           | -           | 3      | 0      |
| 1958-1959       | Milan           | A               | 3          | 0          | CI              | 0               | 0               | -                  | -                  | -                  | -           | -           | -           | 3      | 0      |
| 1959-1960       | Milan           | A               | 5          | 0          | CI              | 1               | 0               | CC                 | 1                  | 0                  | CA          | 1           | 0           | 8      | 0      |
| 1960-1961       | Milan           | A               | 34         | 1          | CI              | 2               | 0               | -                  | -                  | -                  | CA          | 1           | 0           | 37     | 1      |
| 1961-1962       | Milan           | A               | 30         | 0          | CI              | 1               | 0               | CdF                | 2                  | 0                  | CA          | 0           | 0           | 30     | 0      |
| Totale Milan    | Totale Milan    | Totale Milan    | 72         | 1          |                 | 7               | 0               |                    | 3                  | 0                  |             | 2           | 0           | 84     | 1      |
| 1962-1963       | Juventus        | A               | 34         | 0          | CI              | 4               | 0               | -                  | -                  | -                  | CdA         | 3           | 0           | 41     | 0      |
| 1963-1964       | Juventus        | A               | 31         | 0          | CI              | 2               | 0               | CdF                | 4                  | 0                  | -           | -           | -           | 37     | 0      |
| 1964-1965       | Juventus        | A               | 9          | 1          | CI              | 6               | 0               | CdF                | 6                  | 1                  | -           | -           | -           | 21     | 2      |
| 1965-1966       | Juventus        | A               | 33         | 3          | CI              | 2               | 0               | CdC                | 2                  | 0                  | -           | -           | -           | 37     | 3      |
| 1966-1967       | Juventus        | A               | 32         | 4          | CI              | 5               | 0               | CdF                | 6                  | 0                  | -           | -           | -           | 43     | 4      |
| 1967-1968       | Juventus        | A               | 28         | 0          | CI              | 1               | 0               | CC                 | 8                  | 0                  | -           | -           | -           | 37     | 0      |
| 1968-1969       | Juventus        | A               | 24         | 1          | CI              | 5               | 1               | CdF                | 4                  | 0                  | -           | -           | -           | 33     | 2      |
| 1969-1970       | Juventus        | A               | 29         | 3          | CI              | 6               | 0               | CdF                | 3                  | 0                  | CAI         | 4           | 0           | 42     | 3      |
| 1970-1971       | Juventus        | A               | 26         | 0          | CI              | 3               | 0               | CdF                | 11                 | 0                  | TP          | 3           | 0           | 43     | 0      |
| 1971-1972       | Juventus        | A               | 30         | 1          | CI              | 8               | 0               | CU                 | 7                  | 0                  | -           | -           | -           | 45     | 1      |
| 1972-1973       | Juventus        | A               | 28         | 2          | CI              | 9               | 0               | CC                 | 9                  | 0                  | -           | -           | -           | 46     | 2      |
| 1973-1974       | Juventus        | A               | 27         | 0          | CI              | 5               | 0               | CC                 | 2                  | 0                  | CInt        | 1           | 0           | 35     | 0      |
| Totale Juventus | Totale Juventus | Totale Juventus | 331        | 15         |                 | 56              | 1               |                    | 62                 | 1                  |             | 11          | 0           | 460    | 17     |
| Totale carriera | Totale carriera | Totale carriera | 403        | 16         |                 | 63              | 1               |                    | 65                 | 1                  |             | 13          | 0           | 544    | 18     |

### Cronologia presenze e reti in nazionale
| Cronologia completa delle presenze e delle reti in nazionale ― Italia | Cronologia completa delle presenze e delle reti in nazionale ― Italia | Cronologia completa delle presenze e delle reti in nazionale ― Italia | Cronologia completa delle presenze e delle reti in nazionale ― Italia | Cronologia completa delle presenze e delle reti in nazionale ― Italia | Cronologia completa delle presenze e delle reti in nazionale ― Italia | Cronologia completa delle presenze e delle reti in nazionale ― Italia | Cronologia completa delle presenze e delle reti in nazionale ― Italia |
| Data                                                                  | Città                                                                 | In casa                                                               | Risultato                                                             | Ospiti                                                                | Competizione                                                          | Reti                                                                  | Note                                                                  |
| --------------------------------------------------------------------- | --------------------------------------------------------------------- | --------------------------------------------------------------------- | --------------------------------------------------------------------- | --------------------------------------------------------------------- | --------------------------------------------------------------------- | --------------------------------------------------------------------- | --------------------------------------------------------------------- |
| 10-12-1960                                                            | Napoli                                                                | Italia                                                                | 1 – 2                                                                 | Austria                                                               | Amichevole                                                            | -                                                                     |                                                                       |
| 25-4-1961                                                             | Bologna                                                               | Italia                                                                | 3 – 2                                                                 | Irlanda del Nord                                                      | Amichevole                                                            | -                                                                     |                                                                       |
| 24-5-1961                                                             | Roma                                                                  | Italia                                                                | 2 – 3                                                                 | Inghilterra                                                           | Amichevole                                                            | -                                                                     |                                                                       |
| 5-5-1962                                                              | Roma                                                                  | Italia                                                                | 2 – 1                                                                 | Francia                                                               | Amichevole                                                            | -                                                                     |                                                                       |
| 13-5-1962                                                             | Bruxelles                                                             | Belgio                                                                | 1 – 3                                                                 | Italia                                                                | Amichevole                                                            | -                                                                     |                                                                       |
| 31-5-1962                                                             | Santiago del Cile                                                     | Italia                                                                | 0 – 0                                                                 | Germania Ovest                                                        | Mondiali 1962 - 1º turno                                              | -                                                                     |                                                                       |
| 2-6-1962                                                              | Santiago del Cile                                                     | Cile                                                                  | 2 – 0                                                                 | Italia                                                                | Mondiali 1962 - 1º turno                                              | -                                                                     |                                                                       |
| 7-6-1962                                                              | Santiago del Cile                                                     | Italia                                                                | 3 – 0                                                                 | Svizzera                                                              | Mondiali 1962 - 1º turno                                              | -                                                                     |                                                                       |
| 27-3-1963                                                             | Istanbul                                                              | Turchia                                                               | 0 – 1                                                                 | Italia                                                                | Qual. Euro 1964                                                       | -                                                                     |                                                                       |
| 12-5-1963                                                             | Milano                                                                | Italia                                                                | 3 – 0                                                                 | Brasile                                                               | Amichevole                                                            | -                                                                     |                                                                       |
| 9-6-1963                                                              | Vienna                                                                | Austria                                                               | 0 – 1                                                                 | Italia                                                                | Amichevole                                                            | -                                                                     |                                                                       |
| 13-10-1963                                                            | Mosca                                                                 | Unione Sovietica                                                      | 2 – 0                                                                 | Italia                                                                | Qual. Euro 1964                                                       | -                                                                     |                                                                       |
| 10-11-1963                                                            | Roma                                                                  | Italia                                                                | 1 – 1                                                                 | Unione Sovietica                                                      | Qual. Euro 1964                                                       | -                                                                     | Cap.                                                                  |
| 14-12-1963                                                            | Torino                                                                | Italia                                                                | 1 – 0                                                                 | Austria                                                               | Amichevole                                                            | -                                                                     | Cap.                                                                  |
| 11-4-1964                                                             | Firenze                                                               | Italia                                                                | 0 – 0                                                                 | Cecoslovacchia                                                        | Amichevole                                                            | -                                                                     | Cap.                                                                  |
| 10-5-1964                                                             | Losanna                                                               | Svizzera                                                              | 1 – 3                                                                 | Italia                                                                | Amichevole                                                            | -                                                                     | Cap.                                                                  |
| 1-5-1965                                                              | Firenze                                                               | Italia                                                                | 4 – 1                                                                 | Galles                                                                | Amichevole                                                            | -                                                                     | Cap.                                                                  |
| 16-6-1965                                                             | Malmö                                                                 | Svezia                                                                | 2 – 2                                                                 | Italia                                                                | Amichevole                                                            | -                                                                     | Cap.                                                                  |
| 23-6-1965                                                             | Helsinki                                                              | Finlandia                                                             | 0 – 2                                                                 | Italia                                                                | Qual. Mondiali 1966                                                   | -                                                                     | Cap.                                                                  |
| 27-6-1965                                                             | Budapest                                                              | Ungheria                                                              | 2 – 1                                                                 | Italia                                                                | Amichevole                                                            | -                                                                     | Cap.                                                                  |
| 1-11-1965                                                             | Roma                                                                  | Italia                                                                | 6 – 1                                                                 | Polonia                                                               | Qual. Mondiali 1966                                                   | -                                                                     | Cap.                                                                  |
| 9-11-1965                                                             | Glasgow                                                               | Scozia                                                                | 1 – 0                                                                 | Italia                                                                | Qual. Mondiali 1966                                                   | -                                                                     | Cap.                                                                  |
| 7-12-1965                                                             | Napoli                                                                | Italia                                                                | 3 – 0                                                                 | Scozia                                                                | Qual. Mondiali 1966                                                   | -                                                                     | Cap.                                                                  |
| 19-3-1966                                                             | Parigi                                                                | Francia                                                               | 0 – 0                                                                 | Italia                                                                | Amichevole                                                            | -                                                                     | Cap.                                                                  |
| 14-6-1966                                                             | Bologna                                                               | Italia                                                                | 6 – 1                                                                 | Bulgaria                                                              | Amichevole                                                            | -                                                                     | Cap.                                                                  |
| 22-6-1966                                                             | Torino                                                                | Italia                                                                | 3 – 0                                                                 | Argentina                                                             | Amichevole                                                            | -                                                                     | Cap.                                                                  |
| 29-6-1966                                                             | Firenze                                                               | Italia                                                                | 5 – 0                                                                 | Messico                                                               | Amichevole                                                            | -                                                                     | Cap.                                                                  |
| 13-7-1966                                                             | Sunderland                                                            | Italia                                                                | 2 – 0                                                                 | Cile                                                                  | Mondiali 1966 - 1º turno                                              | -                                                                     | Cap.                                                                  |
| 16-7-1966                                                             | Sunderland                                                            | Unione Sovietica                                                      | 1 – 0                                                                 | Italia                                                                | Mondiali 1966 - 1º turno                                              | -                                                                     | Cap.                                                                  |
| 10-6-1968                                                             | Roma                                                                  | Italia                                                                | 2 – 0                                                                 | Jugoslavia                                                            | Euro 1968 - Finale                                                    | -                                                                     | [ 24 ]                                                                |
| 23-10-1968                                                            | Cardiff                                                               | Galles                                                                | 0 – 1                                                                 | Italia                                                                | Qual. Mondiali 1970                                                   | -                                                                     |                                                                       |
| 29-3-1969                                                             | Berlino Est                                                           | Germania Est                                                          | 2 – 2                                                                 | Italia                                                                | Qual. Mondiali 1970                                                   | -                                                                     |                                                                       |
| 24-5-1969                                                             | Torino                                                                | Italia                                                                | 0 – 0                                                                 | Bulgaria                                                              | Amichevole                                                            | -                                                                     |                                                                       |
| 4-11-1969                                                             | Roma                                                                  | Italia                                                                | 4 – 1                                                                 | Galles                                                                | Qual. Mondiali 1970                                                   | -                                                                     |                                                                       |
| 22-11-1969                                                            | Napoli                                                                | Italia                                                                | 3 – 0                                                                 | Germania Est                                                          | Qual. Mondiali 1970                                                   | -                                                                     |                                                                       |
| 21-2-1970                                                             | Madrid                                                                | Spagna                                                                | 2 – 2                                                                 | Italia                                                                | Amichevole                                                            | -                                                                     |                                                                       |
| Totale                                                                |                                                                       | Presenze                                                              | 36                                                                    |                                                                       | Reti                                                                  | 0                                                                     |                                                                       |

## Palmarès

### Giocatore

#### Club

##### Competizioni giovanili
- Torneo di Viareggio: 2

Milan: 1959, 1960

##### Competizioni nazionali
- Campionato italiano: 5

Milan: 1958-1959, 1961-1962
Juventus: 1966-1967, 1971-1972, 1972-1973
- Coppa Italia: 1

Juventus: 1964-1965

##### Competizioni internazionali
- Coppa delle Alpi: 1

Juventus: 1963

#### Nazionale
- UEFA Junior Tournament: 1

1958
- Campionato d'Europa: 1

Italia 1968